# 500 a.C.
Il 500 a.C. (D a.C. in numeri romani) è un anno  del V secolo a.C.
La denominazione 500 a.C. iniziò ad essere utilizzata a partire dall'Alto Medioevo quando il sistema dell'Anno Domini iniziò a entrare sistematicamente in uso in Europa

## Eventi
- Roma:
- Consoli romani: Servio Sulpicio Camerino, Manio Tullio Longo.
- la flotta fenicia si allea ai persiani in funzione antigreca.
- le città greche della Ionia si ribellarono ai Persiani.

## Nati
- Boganathar, religioso indiano († 300 a.C.)
- Tisia, oratore siceliota